# 阿肯色州州长列表
阿肯色州州长是阿肯色州州政府行政部门的最高负责人，负责执行州法律。除被判处叛国和被弹劾的情况外，他们有权批准或否决州议会通过的法案，召集立法机关并给予罪犯赦免。
该州有47位民选州长，以及11位代行长，他们将在州长辞职或去世后承担权力和职责。在成为州之前，阿肯色州由美国总统任命四名准州长。奥瓦尔·福比斯是该州担任此职最长时间的人（1955年至1967年），当选六次担任12年。第二名是克林顿（1979-1981年; 1983年至1992年），当选过两次，只比福比斯少一个月任期。第三名是赫卡比（1996年至2007年）任期长达10年。任期最短的州长是約翰·塞巴斯蒂安·利特爾，因为他患上了神经衰弱。